# Heliantem maculat

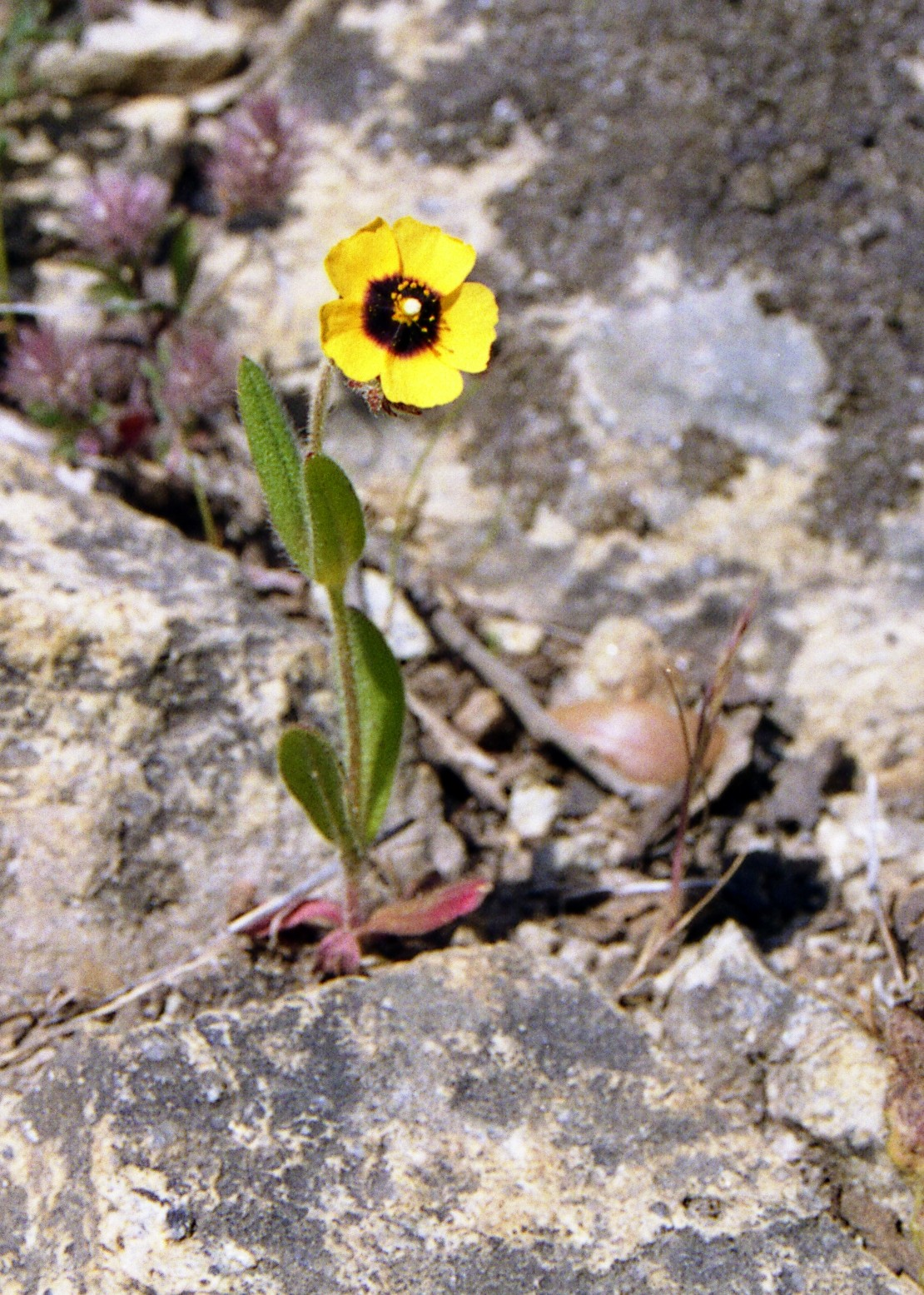
A Creta

L'heliantem maculat (Tuberaria guttata), és una espècie de planta cistàcia comuna a la Conca del Mediterrani que també es troba en alguns llocs de Gal·les i d'Irlanda. Aquesta planta es troba, localment, a tots els Països Catalans des del nivell del mar fins als 1.500 metres d'altitud.

## Noms vernacles
cincllagues, cinc llagues, estepa gotejada, heliantem tacat i tuberària tacada.

## Descripció
Planta anual de 5 a 40 cm d'alt; sèpals pilosos de 4-5 mm; fulles superiors estipulades; les basals, marcescents; inflorescència àfil·la (sense fulles). Les flors, 5 a 20 flors en cima unilateral. Els pètals són de color groc llimona sovint maculats (amb taques).
Les flors són molt variables i tenen una taca a la base dels pètals de mida i colors molt diversos.

## Hàbitat
Pradells terofítics (de plantes anuals) sobre sòls oligotròfics (sòls pobres en nutrients) i silicis (àcids)